# Rabal (manzana)
Rabal es el nombre de una variedad cultivar de manzano (Malus domestica). Esta manzana es originaria de Galicia, está cultivada en la colección de árboles frutales y banco de germoplasma de Mabegondo con el Nº 375; ejemplares procedentes de esquejes localizados en Vieiro (Orense).

## Sinónimos
- "Manzana Rabal",[4][5]
- "Maceira Rabal".

## Características
El manzano de la variedad 'Rabal' tiene un vigor medio. Tamaño grande y porte erguido.
Época de inicio de brotación a partir del 17 de marzo y de floración a partir del 26 de marzo.
Las hojas tienen una longitud del limbo de tamaño corto, con la máxima anchura del limbo es media. Longitud de las estípulas es corta y la máxima anchura de las estípulas estrecha. Denticulación del borde del limbo es serrado, con la forma del ápice del limbo mucrondado y la forma de la base del limbo es obtuso. Con subestípulas ausentes.
Sus flores tienen una longitud de los pétalos media, con una anchura de los pétalos media, disposición de los pétalos superpuestos entre sí, con una longitud del pedúnculo media.
La variedad de manzana 'Rabal' tiene un fruto de tamaño medio, de forma plana, de color amarillo, con chapa lavada, e intensidad pálida. Epidermis de textura suave, sin pruina en su superficie y con presencia de cera media. Sensibilidad al "russeting" (pardeamiento áspero superficial que presentan algunas variedades) muy poco sensible. Con lenticelas de tamaño pequeño.
Los sépalos están dispuestos de forma completamente replegados, y superpuestos en su base; su fosa calicina es muy profunda y de una anchura media. Pedúnculo de grosor estrecho y de longitud largo, siendo la cavidad peduncular de una profundidad poco profunda y de anchura estrecha. Con pulpa de color blanca, cuya firmeza es intermedia y su textura es intermedia; su jugosidad es jugosa, con sabor de acidez media-baja, y poco aromática.
Época de maduración y recolección a partir del 4 de octubre. 'Rabal' es una manzana que su destino es la conservación de esta variedad en el banco de germoplasma de Mabegondo como reserva genética.

## Susceptibilidades
- Oidio: ataque débil
- Moteado: no presenta
- Raíces aéreas: no presenta
- Momificado: no presenta
- Pulgón lanígero: no presenta
- Pulgón verde: ataque medio
- Araña roja: no presenta
- Chancro del manzano: ataque débil.[3]